# Harriet Herbig-Matten
Harriet Herbig-Matten (ur. 2003 w Monachium) – niemiecka aktorka i modelka.

## Życiorys
Herbig-Matten urodziła się w 2003 roku w Monachium. Zawodowo w filmach krótkometrażowych rozpoczęła pracę w 2015 roku.

## Kariera
W 2017 roku wystąpiła w pełnometrażowym filmie Teenosaurus Rex u boku Jana Josefa Liefersa i jego córki Carli. Herbig-Matten zagrał Tinę w filmie Bibi i Tina oraz w spin-offie filmu Bibi & Tina: Einfach Anders. 
Ma również role w Baltic Crimes i Ein starkes Team. Wystąpiła w teledysku do utworu "The One" Rei Garvey i VIZE, a w 2021 roku wcieliła się w rolę Eleonor w Wyznaniach oszusta Felixa Krulla. W 2023 roku zagrała Panimę w Bajce o czarodziejskim flecie.
W 2024 roku można ją było zobaczyć w głównej roli w dramacie romantycznym Amazon Prime Video Maxton Hall - The World Between Us obok Damiana Hardunga. Opisała swoją postać w magazynie Who jako "prawdziwą wojowniczkę i rodzaj kujona" przyciągniętą do nieprawdopodobnego romansu z bogatym arystokratą Jamesem Beaufortem i powiedziała, że "szczególną częścią tej historii miłosnej jest to, że zakochuje się w jego emocjonalnej i złamanej stronie, a nie w jego narcystycznej i aroganckiej części. I dlatego nie jest to toksyczny związek". Serial znalazł się na szczycie list oglądalności Prime Video w 120 krajach i został odnowiony na drugą serię w maju 2025 roku.

## Życie prywatne
Mówi po niemiecku, angielsku i francusku.

## Filmografia
Aktorka zagrała role w następujących filmach:
- 2022 – „Nie zu spat” jako Tabea Langner
- 2022 – „Bibi & Tina: Einfach Anders” jako Tina
- 2022 – „Der Usedom-Krimi” jako Paula Ludwig
- 2022 – „Ein starkes Team” jako Juna Weinheim
- 2023 – „Czarodziejski flet” jako Pamina
- 2024 – „Maxton Hall – Dwa światy” jako Ruby Bell